# Mitso Asen de Bulgaria
Mitso Asen (en búlgaro: Мицо Асен) fue zar de Bulgaria desde 1256 hasta 1257.

## Reinado
Mitso Asen ascendió al trono en virtud de su matrimonio con María Asenina de Bulgaria, hija de Iván Asen II de Bulgaria con Irene Comnena de Epiro. Las fechas de su nacimiento y muerte se desconocen. Sus antecedentes no están claros, ni su nombre (que se encuentra en contextos oficiales y no es el diminutivo de "Miguel"), ni su carrera se describe en las fuentes bizantinas permitiendo una identificación con Miguel, el hijo bastardo del príncipe ruso y húngaro Rostislav Mijaílovich, ni ningún otro miembro de la casa de Chernigov. Es probable que, al igual que su sucesor Constantino Tikh, Mitso Asen adoptase el nombre de Asen después de su ascensión al trono. 
Mitso Asen se convirtió en emperador de Bulgaria tras el asesinato del primo de su esposa, Kalimán Asen II en 1256. Si bien adquirió cierto apoyo en la capital Tarnovo y en Preslav, se vio enfrentado por la hostilidad de gran parte de la nobleza provincial. Tras una oscura campaña fracasada contra Teodoro II Láscaris del Imperio de Nicea, Mitso perdió el control incluso sobre el pueblo. 
Cuando la nobleza proclamó emperador en su lugar a Constantino Tikh, Mitso y su familia huyeron de la capital en 1257 y trataron de resistir en Preslav y Mesembria (ahora Nesebar). A cambio de asilo y tierras, Mitso entregó Mesembria y sus alrededores al emperador Miguel VIII Paleólogo y buscaron refugio en Nicea. Aquí se le dio tierras en la Tróade, donde permaneció con su familia. La fecha de su muerte se desconoce, pero es probable que ya no estuviera vivo en 1277 o 1278, cuando su hijo Iván Asen III se presentó como un pretendiente al trono de Bulgaria por el emperador bizantino Miguel VIII.